# Pavel Suchý
Pavel Suchý (* 19. června 1950 Brno) je český vědec a vysokoškolský pedagog, profesor pro obor výživa a dietetika, v letech 2014 až 2018 rektor Veterinární a farmaceutické univerzity Brno.

## Život
Vystudoval Vysokou školu zemědělskou v Brně (dnešní Mendelovu univerzitu) (promoval v roce 1974 a získal tak titul Ing.). Následující dva roky se živil jako faremní zootechnik, v letech 1976 až 1978 absolvoval studijní pobyt na Ústavu ekologie lesa VŠ zemědělské v Brně. V roce 1978 nastoupil na Katedru veterinární prevence, technologie a reprodukce hospodářských zvířat VŠ zemědělské v Brně, kde působil až do roku 1994. Během té doby vystudoval Vysokou školu veterinární v Brně (dnešní VFU Brno) (promoval v roce 1985 a získal tak titul MVDr.), v roce 1985 získal také titul kandidáta věd (CSc.) v oboru zoohygiena a v roce 1993 se ve stejném oboru habilitoval (tj. získal titul doc.).
V roce 1994 přešel na Veterinární a farmaceutickou univerzitu Brno, kde byl až do roku 2003 přednostou Ústavu výživy, dietetiky a hygieny vegetábilií Fakulty veterinární hygieny a ekologie (FVHE) VFU Brno. Zároveň v letech 1997 až 2000 vykonával funkci prorektora VFU Brno a v letech 2000 až 2003 proděkana FVHE VFU Brno. V roce 2000 byl navíc jmenován profesorem pro obor výživa a dietetika.
V roce 2003 se opět vrátil do funkce prorektora VFU Brno a vydržel v ní až do roku 2014. Od roku 2004 je vedoucím Sekce živočišné a rostlinné produkce FVHE VFU Brno a od roku 2012 pak i přednostou Ústavu zootechniky a zoohygieny FVHE VFU Brno.
V listopadu 2013 byl zvolen akademickým senátem kandidátem na funkci rektora Veterinární a farmaceutické univerzity Brno. Do této pozice jej o dva měsíce později jmenoval prezident Miloš Zeman, a to s účinností od 1. února 2014. Funkci vykonával do konce ledna 2018.